# 王瀛
王瀛（1902年—1927年10月10日），曾用名王海峰，男，陕西神木人，中国共产党早期人物。

## 生平
1923年在太原省立第一中学，加入中国社会主义青年团。1923年冬至1924年冬，任青年团支部负责人。1924年，加入中国共产党。1925年8月至1926年1月，任山西工人联合会副委员长。1925年10月至11月，任青年团太原地委执行委员、组织部部长、政治运动委员会负责人。同年11月至1926年4月，兼任中共山西省立第一中学支部负责人；1925年12月起，兼任中共太原地委候补委员。国共合作期间，曾任国民党山西党部执行委员和组织部部长。上海五卅惨案后，他组织太原各界沪案声援会。1925年，由中共太原支部和社会主义青年团派到晋华纺织厂进行革命活动并在该厂建立团组织。
1926年1月至7月，任山西工人联合会副主任委员。1926年4月至1927年7月，任中共太原地委委员、宣传部部长（至1926年10月）、国民运动委员会书记、学生运动委员会书记。1927年4月至5月，出席中国共产党第五次全国代表大会，但代表资格尚未完全确定；返回途中不幸被捕。1927年10月7日，中共山西区委准备双十节举行暴动，期间打开监狱，营救共产党员和工友。10月10日，在太原被杀害。后被追认为革命烈士。